# Шарантон
Шарантон (фр. Charentonne) је река у Француској. Дуга је 63 km. Улива се у Рил. 